# Ti-Grace Atkinson
Ti-Grace Atkinson (ur. 9 listopada 1938 w Baton Rouge) – amerykańska filozofka feministyczna, jedna z czołowych postaci feminizmu radykalnego w latach 60. i 70. XX wieku. Wykładała na następujących uniwersytetach: Western Washington University in Bellingham, University of Washington, Seattle, Parsons School of Design, Columbia University.